# Kath.net
Kath.net – największy niezależny katolicki portal internetowy w krajach niemieckojęzycznych z siedzibą w Linzu. Portal zajmuje się najnowszymi doniesieniami z życia kościoła niemieckojęzycznego (Austria, Niemcy, Szwajcaria) i powszechnego. Redaktorem naczelnym portalu jest Roland Noé. Serwis był notowany w rankingu Alexa na miejscu 317 402.
Oprócz własnej strony internetowej, kath.net jest również obecny na Parler i Telegram. Powodem podawanym przez kath.net jest to, że Parler jest "lepszą i odporną na cenzurę alternatywą dla Twittera" i że "fala cenzury" na Twitterze staje się coraz silniejsza. Na "Facebooku, Twitterze itp." "cenzor uderza otwarcie lub subtelnie", "konserwatywne głosy lub tweety" są "blokowane lub nawet usuwane". Operatorzy kath.net postępują w ten sam sposób w sekcji "Opinie czytelników" na kath.net. Niedopuszczalne wypowiedzi są cenzurowane i nie są publikowane, a autorzy takich opinii czytelników są blokowani po kilku wypowiedziach z odmiennymi stwierdzeniami bez powiadomienia, bez komentarza i bez możliwości sprzeciwu.  

## Historia
Pomysł powstania portalu narodził się w 2000 roku. W 2001 roku Johannes Maria Schwarz, Petra Knapp-Biermeier i Roland Noé zarejestrowali organizację non-profit Kath.net, która zaczęła wydawać portal informacyjny o tej samej nazwie. Od 2006 roku portal jest polecany na stronach Papieskiej Rady ds. Środków Społecznego Przekazu.

## Współpraca
Kath.net od wielu lat współpracuje z katolicką agencją informacyjną Zenit, rozgłośniami katolickimi: rozgłośnią Radia Watykańskiego, austriackim Radio Maryja oraz Radio Horeb, oraz katolickimi stacjami telewizyjnymi K-TV oraz EWTN.